# 郝明莉
郝明莉（かく めいり、中国語: 郝明莉 Hǎo Mínglì、1972年1月12日－2003年12月29日）は、山東省肥城市出身の人物。毛新宇の最初の妻として知られる。

## 経歴
- 1972年1月12日、山東省肥城市で生まれる。
- 1990年と1991年に、2年連続で大学入試に失敗した。

- 1991年12月、彼は泰安帝国ホテルの小さなレストランのメートル・ドテルとなった。
- 1992年5月、全国統一社会人試験を受験し、山東鉱業大学経済管理学部に入学した。
- 1994年4月、母の邵華と祖母の張文秋と一緒に旅行に来ていた毛新宇とホテルで出会ったときだった。 その後、张文秋が体調を崩し、二人は再びそのホテルに宿泊した。 毛新宇たちが北京市に戻った後、彼女は再び電話で連絡を取った。
- 1994年5月、彼女は北京に遊びに招待され、邵華は彼女を教子として認め、北京への転勤を提案した。
- 1994年6月末にホテルをやめた。
- 1994年から1997年まで、北京大学国際ビジネス学部に在籍。その間、邵華の家に滞在した。
- 1997年9月12日、毛新宇と結婚。
- 1997年12月7日、挙式は、北京西ホテルの会議ホールで行われた。 証人となったのは、全国人民代表大会常務委員会副委員長の賽福鼎愛世子、元中央軍事委員会委員の趙南斉将軍、李先念の妻である林家宝、謝珏仔の妻でベテラン赤軍メンバーの王定国の4人である。 マスターオブセレモニーは、中央人民ラジオの放送人である洪云。
- 2003年に獄中で死亡。投獄の原因は不明。

## 家庭
- 父：郝雲望、肥城市人民法院檔案部副部長（1997）
- 母：明蘭雲、肥城食品会社を退社
- 姉妹：郝明霞、泰安市のデパート職員（1997）